# LPIS
Systém identifikace pozemků (LPIS, z anglického Land Parcel Identification System), nepřesně Registr půdy, je systém (GIS), který identifikuje využití půdy v dané zemi (zemědělské pozemky). Využívá ortofota, letecké snímky a vysoce přesné satelitní snímky, které jsou digitálně vykreslovány, aby se získalo co nejvíce smysluplných prostorových informací. Každému pozemku je přiděleno jedinečné číslo, které poskytuje jeho identifikaci v prostoru a čase. Tyto informace jsou pak pravidelně aktualizovány, aby bylo možné sledovat vývoj krajinného pokryvu a hospodaření s plodinami.
Registr půdy v ČR provozuje Ministerstvo zemědělství podle zákona č. 252/1997 Sb., o zemědělství.